# كلية العلوم (جامعة ابن زهر)
كلية العلوم بأكادير هي مؤسسة جامعية مغربية تابعة إلى جامعة ابن زهر بأكادير. تتواجد الكلية في منطقة حي الداخلة قرب كلية العلوم القانونية والاقتصادية والاجتماعية - أكادير. أنشئت عام 1984، وتوفر التكوين العلمي في الفيزياء والرياضيات والكيمياء والبيولوجيا وعلوم الكمبيوتر وعلوم الأرض. تمنح الدبلومات وفق نظام LMD (إجازة، ماستر، دكتوراه). وتتمثل مهمتها أيضا في تشجيع البحث العلمي والتقني من أجل تلبية متطلبات التنمية الاقتصادية والاجتماعية والثقافية، خاصة في مناطق جنوب المغرب. وهي إحدى المنشآت الهامة لجامعة ابن زهر بأكادير، وتغطي جنوب المغرب كله.

## التكوين
التسجيل في مسالك الكلية مفتوح لجميع الطلاب الحاصلين على شهادة البكالوريا العلمية أو الدبلوم المعادل. يتيح للطالب اختيار أحد المقررات المتاحة بكلية العلوم بأكادير. وهي نوعان: المسار العام الذي يوفر التعليم الأساسي والمسار المهني ذو الطبيعة المهنية.
يتم تجميع الدورات المختلفة التي تشكل كل قطاع في وحدات. تتكون كل وحدة من موضوع واحد أو أكثر (عناصر الوحدة). الدورات (الوحدات) هي فصل دراسي طويل. جميع هذه الوحدات إلزامية، ولكن يمكن الحصول عليها بشكل مستقل عن بعضها البعض ويمكن الاستفادة منها. ويتولى القطاع إعداد وتسليم الشهادات الوطنية حسب المسميات المطابقة للمعايير الوطنية.
الدروس المقدمة تشمل:
- محاضرات
- دروس نظرية موجهة TD
- دروس عملية تطبيقية TP
- الأنشطة العملية والتدريب الداخلي.[2]

## المسالك والشواهد

### المسالك والشعب
الدورات المعتمدة (الأساسية) هي:
- علوم المادة الفيزيائية SMP
- علوم المواد الكيمياء SMC
- علوم الحياة  SVI
- علوم الأرض والكون STU
- علوم الرياضيات SM
- العلوم الرياضية وعلوم الكمبيوتر SMI
- الرخصة المهنية في هندسة الكمبيوتر (LP2I)

### الشواهد
- البكالوريا+2: دبلوم الدراسات الجامعية العامة (DEUG)
- البكالوريا+2: دبلوم الدراسات الجامعية المهنية (DEUP)
- البكالوريا+3: الإجازة في الدراسات الأساسية (LF)
- البكالوريا +3: الإجازة المهنية (LP)
- بكالوريا +5: ماستر (M)
- بكالوريا +8: دكتوراه (D)

## وصلات خارجية
- Faculté des Sciences d’Agadir
- FS-Agadir: Formations Masters et Masters Spécialisés